# Municipio de Erdahl
El municipio de Erdahl (en inglés: Erdahl Township) es un municipio ubicado en el condado de Grant en el estado estadounidense de Minnesota. En el año 2010 tenía una población de 347 habitantes y una densidad poblacional de 3,73 personas por km².

## Geografía
El municipio de Erdahl se encuentra ubicado en las coordenadas 45°59′4″N 95°49′17″O / 45.98444, -95.82139. Según la Oficina del Censo de los Estados Unidos, el municipio tiene una superficie total de 92.96 km², de la cual 87,6 km² corresponden a tierra firme y (5,77 %) 5,36 km² es agua.

## Demografía
Según el censo de 2010, había 347 personas residiendo en el municipio de Erdahl. La densidad de población era de 3,73 hab./km². De los 347 habitantes, el municipio de Erdahl estaba compuesto por el 98,85 % blancos, el 0,29 % eran asiáticos y el 0,86 % eran de una mezcla de razas. Del total de la población el 0,58 % eran hispanos o latinos de cualquier raza.